# AtCoder
AtCoder（日語：アットコーダー）是以举办程序设计竞赛为主要业务的公司，口号是“解决了！我想告诉全世界。（日語：解けた！を世界に届けたい。）”

## 竞赛规则
在AtCoder进行的比赛中，参赛者需要在规定的时间内完成题目，按正确答案数量计算该题的得分，所有题目的得分和为总分。每场比赛都设置了罚时，每题提交的错误程序数与罚时的成绩记为罚分。多数比赛的罚时为5分钟。如果总分相同，则排名由最终总耗时（含罚时）决定。

### 排位

自2016年7月16日的AGC001号竞赛起，竞赛参与者将根据基于等级分改良的机制计算排位。
如果用户作为参赛人参加AtCoder的比赛，则该用户可获得“表现分”，这一数值也会成为赛后计算排位分的标准。
不同排位的人参加的可评分竞赛不同；每一个竞赛都有明确评分范围，用户可以通过查看此信息来确认自己参加这次竞赛能否计入排位分。

### 比赛类型

#### 定期举办的比赛
这类比赛定期举行，每次比赛都编有号码；时长一般在2小时左右。
每场比赛都有一个前缀作为比赛详细种类的声明；在之后跟有一个三位数作为编号。这一缩写形式也可以在比赛页面对应的URL末尾找到。

##### AtCoder 初学者竞赛 (ABC)
初学者竞赛全称为AtCoder Beginner Contest。这一类型的竞赛针对于编程竞赛的初学者或初级者，共7题，分数分配不固定，从100到650不等。仅有排位分在1999以下的用户参加此类竞赛才计入新排位分计算。
在2019年4月27日的ABC125之前，这类竞赛仅含4个问题，评分目标也仅为1199及其以下。在那之后，直到2021年7月24日的ABC211前，这类竞赛变为含6个问题，但从2021年7月31日举行的ABC212开始，这类竞赛又增加了2个问题，总题数达到了8个，从2023年9月9日的ABC319开始去掉了H/Ex问题，变为7个。

##### AtCoder 常规竞赛 (ARC)
这类竞赛针对编程竞赛的中/高水平人士。从ARC058到ARC103，这一竞赛每场共仅含有4道300分以上的问题；ARC104之后，这一竞赛改为含有6道100分以上的问题。仅有排位分在2799及其以下且在1200以上的用户可以参加后才可获得新排位分。
这也是AtCoder举办的第一种官方常规比赛；ARC058起至ARC103结束，这类竞赛一直与ABC同时进行。因此，当时ABC的第3、4题和ARC的第1、2题相同。
2018年9月29日ARC103结束之后，这类竞赛停办了两年；2020年10月3日起才重新举办。 
自2024年12月8日的ARC189(Div.2)起，AtCoder将ARC分为了较为简单的Div.2和较难的Div.1。其中Div.2的评级限制为1200-2399，Div.1的评级限制为1600-2999。

##### AtCoder 大赛 (AGC)
这一类型的竞赛针对编程竞赛中的高水平人士。在2020年5月23日之前进行的AGC044之前，所有人参与此竞赛都可以获得新排位，但在AGC045之后，只有排位分超过1200分的用户参加此竞赛才能够计入排位成绩。若该用户在这次竞赛中位列前30，这位用户可获得GP30积分——这一积分平均值最高的前8名用户可以晋级参加AtCoder世界巡回赛总决赛。

##### AtCoder 启发式竞赛 (AHC)
这是一个新的编程竞赛系列，定期在AtCoder上举行。与ABC/ARC/AGC等算法竞赛不同，它的目标是为难以找到最优解的问题创建更好的解决方案。
AHC采用一种新的评级系统，与现有的ABC/ARC/AGC评级系统不同，AHC将采用一种即使比赛成绩不佳也不会降低评级的系统。
一般来说，一场AHC竞赛有1个问题，比赛持续时间一般为240分钟或数天，题目提供一种分数计算规则和赋分规则，按照赋分计算比赛参加者的名次。

#### 企业赞助的比赛
有些比赛由企业冠名；这些比赛本质上依然是ABC，ARC或AHC，所以一般含有6个左右（AHC一般为1个）的问题同时仍然参与排位分计算。当然，也有以马拉松形式提出的问题（即AHC），这种竞赛力争近似解的准确性，同时持续时间可以长达数周。
为比赛冠名的不同公司也会向高分参赛者赠予奖金，或者直接进行招聘录取。

### 可用的编程语言
可以前往链接网站 （页面存档备份，存于），查看AtCoder支持的编程语言。

## AtCoderJobs
AtCoderJobs是由AtCoder有限公司运营的招聘服务平台。他们可以申请或进入的工作取决于他们的排位分对应的排名。